# 龍城官邸
龍城官邸（リョンソンかんてい、英語: Ryongsong Residence、朝鮮語: 룡성 관저）は、55号官邸（55ごうかんてい、朝鮮語: 55호 관저）ないし主要高級邸宅（朝鮮語: 주요 고급 저택）とも称される朝鮮民主主義人民共和国官邸。平壌市龍城区域に所在し、朝鮮民主主義人民共和国（北朝鮮）の最高指導者である金正恩の本宅といわれる主要官邸である。

## 立地
金正日総書記のボディガードであった李英国によれば、首都平壌周辺には指導者の邸宅（官邸）は少なくとも8つある。龍城官邸は平壤直轄市の北部、龍城区域に所在し、金日成広場の北東約12 km (7.5 mi)に位置する。丘陵地帯の森林の中央にあって、敷地面積はおよそ12 km2 (4.6 sq mi)である。平壌国際空港（順安空港）からは南東約14キロメートルの距離である。

## 沿革・概要
龍城官邸は金日成の指示により朝鮮人民軍工作旅団によって建設が進められ、1983年に竣工した。金日成は平壌直轄市大城区域の錦繍山議事堂を主席官邸とし、龍城は第二の官邸として利用した。1994年に金日成が死去すると錦繍山議事堂は霊廟として改築された。龍城官邸はその後、金日成の息子の金正日、その妹の金敬姫、義弟（妹の夫）張成沢によって引き継がれてきた。金正恩が父の位を継承してからは、この官邸は彼の主邸として用いられている。
この官邸には、核戦争が起こることを想定して、地下に鉄筋とコンクリートを鉛で覆った壁により保護された戦時指揮本部が備えられている。官邸周囲には大規模な通常兵器を所持する駐留本部が置かれており、両者を保護するための軍事ユニットによって監視され、電気柵、地雷原、およびいくつかのセキュリティチェックポイントが設けられている。また、地下トンネルが掘られ、平壌直轄市西城区域長慶洞にある長慶官邸（26号官邸）と通じている。そして、敷地内には専用の地下鉄駅がある。
官邸の装飾は豪華をきわめる。巨大な宮殿と手入れの行き届いた庭園、およびその間にいくつかの人工湖と各種娯楽施設が点在している。敷地の中央を縦貫する道路の両側には、街路樹が等間隔で植栽されており、森林の中にはコテージ風の建物が点在する。内部を目撃した脱北者の証言によれば、華美な家具、深く広い絨毯、豪華なシャンデリアなど内装も豪奢そのものである。

## 施設・設備
- 湖畔の宴会場（2か所）[8]
- 幅15 m (49 ft)、長さ50 m (160 ft)のプール[7][14]、大型ウォータースライダー配備[15]
- トラックおよび陸上競技場[2]
- 温泉およびサウナ[8]
- バスケットボールコート[8]
- 馬場および厩舎[8][注釈 4]
- 射撃場[7][8]
- 競馬場[8]
- オートレース用トラック[8]